# Gerd Kische
Gerhard "Gerd" Kische (Teterow, 23 de Outubro de 1951) é um ex-futebolista profissional alemão que atuava como líbero, campeão olímpico.

## Títulos
Alemanha Oriental
- Jogos Olímpicos: 1976

## Ligações Externas
- Perfil na Sports Reference